# Chavannes-sur-Reyssouze
Chavannes-sur-Reyssouze ist eine französische Gemeinde im Département Ain in der Region Auvergne-Rhône-Alpes. Sie gehört zum Kanton Replonges im Arrondissement Bourg-en-Bresse.

## Geografie
Die Gemeinde Chavannes-sur-Reyssouze liegt an der Reyssouze im Süden der Bresse, 17 Kilometer nordöstlich von Mâcon. Sie grenzt im Nordwesten an Arbigny, im Nordosten an Vescours und Saint-Trivier-de-Courtes, im Osten an Servignat, im Südosten an Saint-Jean-sur-Reyssouze, im Süden an Saint-Étienne-sur-Reyssouze und im Westen an Saint-Bénigne.

## Bevölkerungsentwicklung
| Jahr                       | 1962 | 1968 | 1975 | 1982 | 1990 | 1999 | 2006 | 2013 | 2020 |
| Einwohner                  | 729  | 614  | 573  | 543  | 565  | 580  | 648  | 732  | 761  |
| Quellen: Cassini und INSEE |      |      |      |      |      |      |      |      |      |

## Sehenswürdigkeiten
- Schloss Mareste, seit 1969 Monument historique
- Kirche Saint-Martin

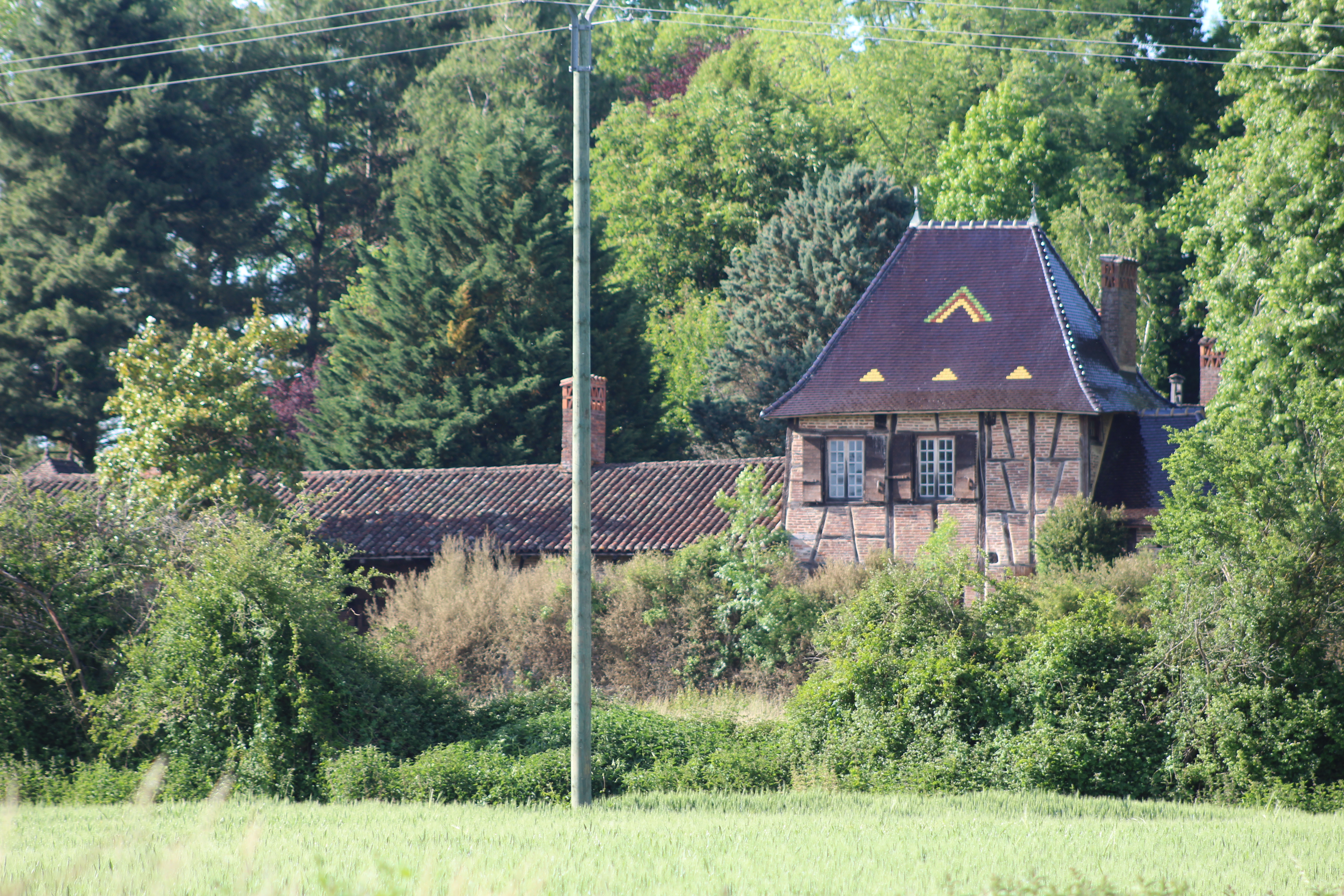
Schloss Mareste
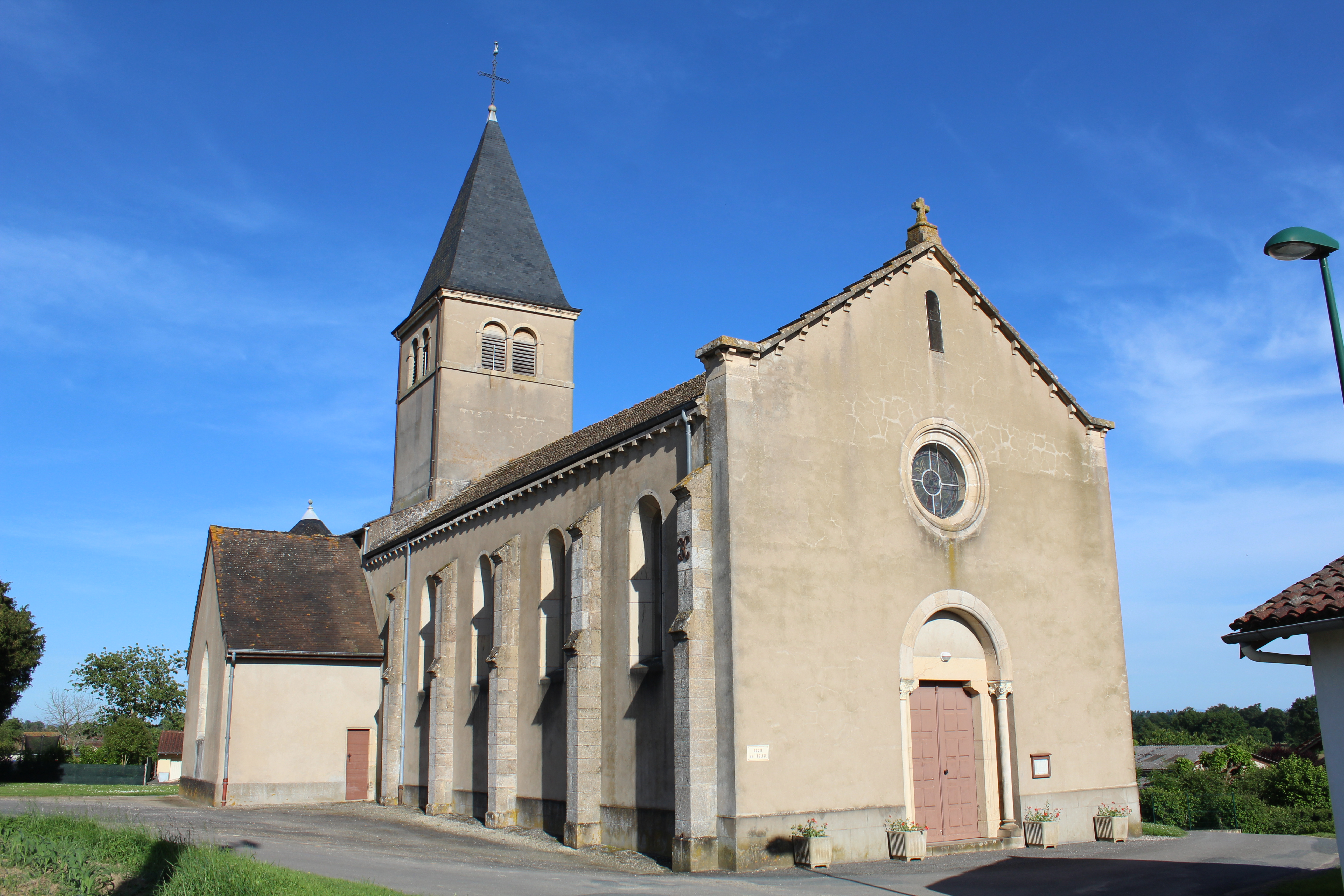
Kirche Saint-Martin
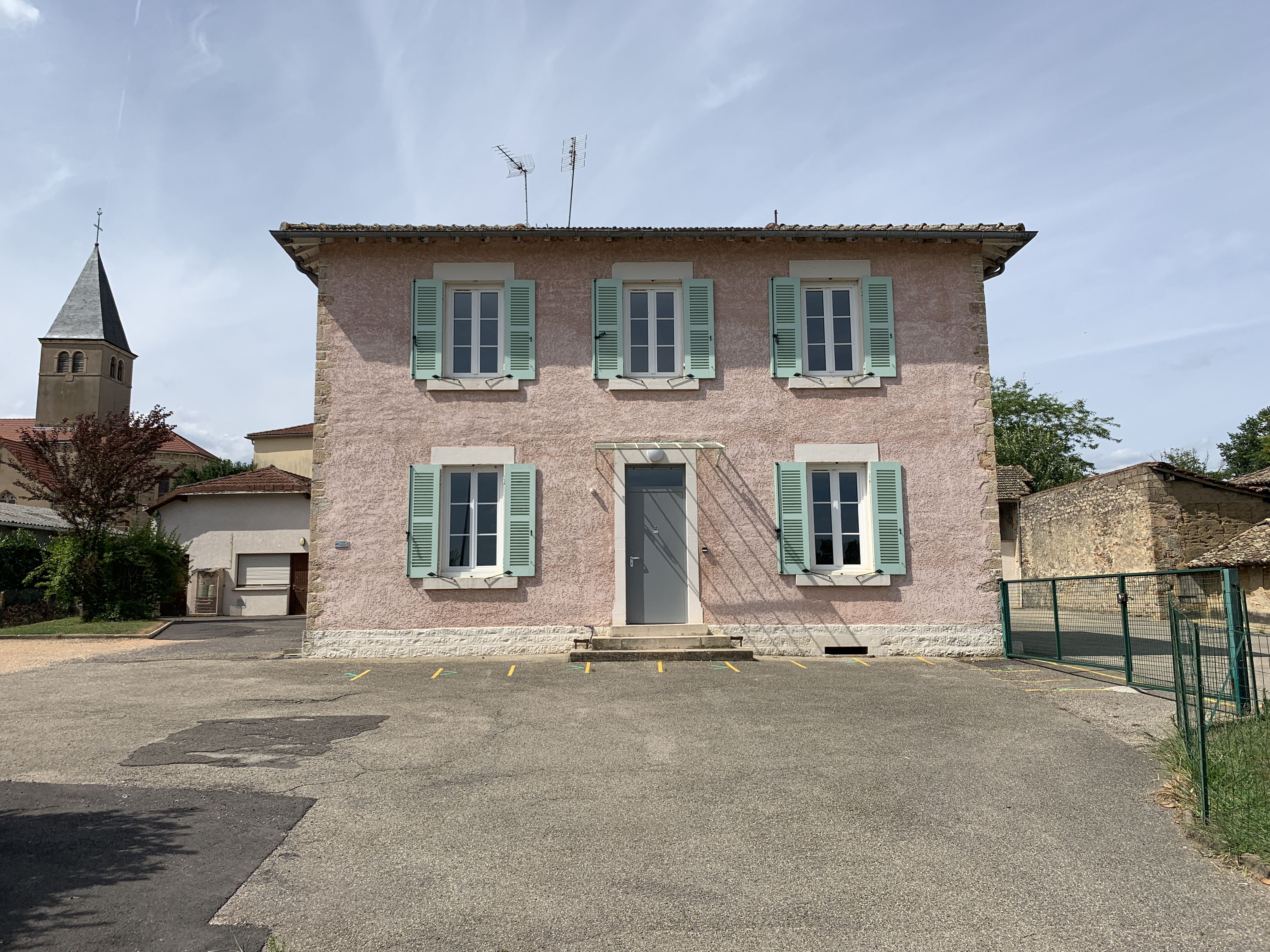
Schule
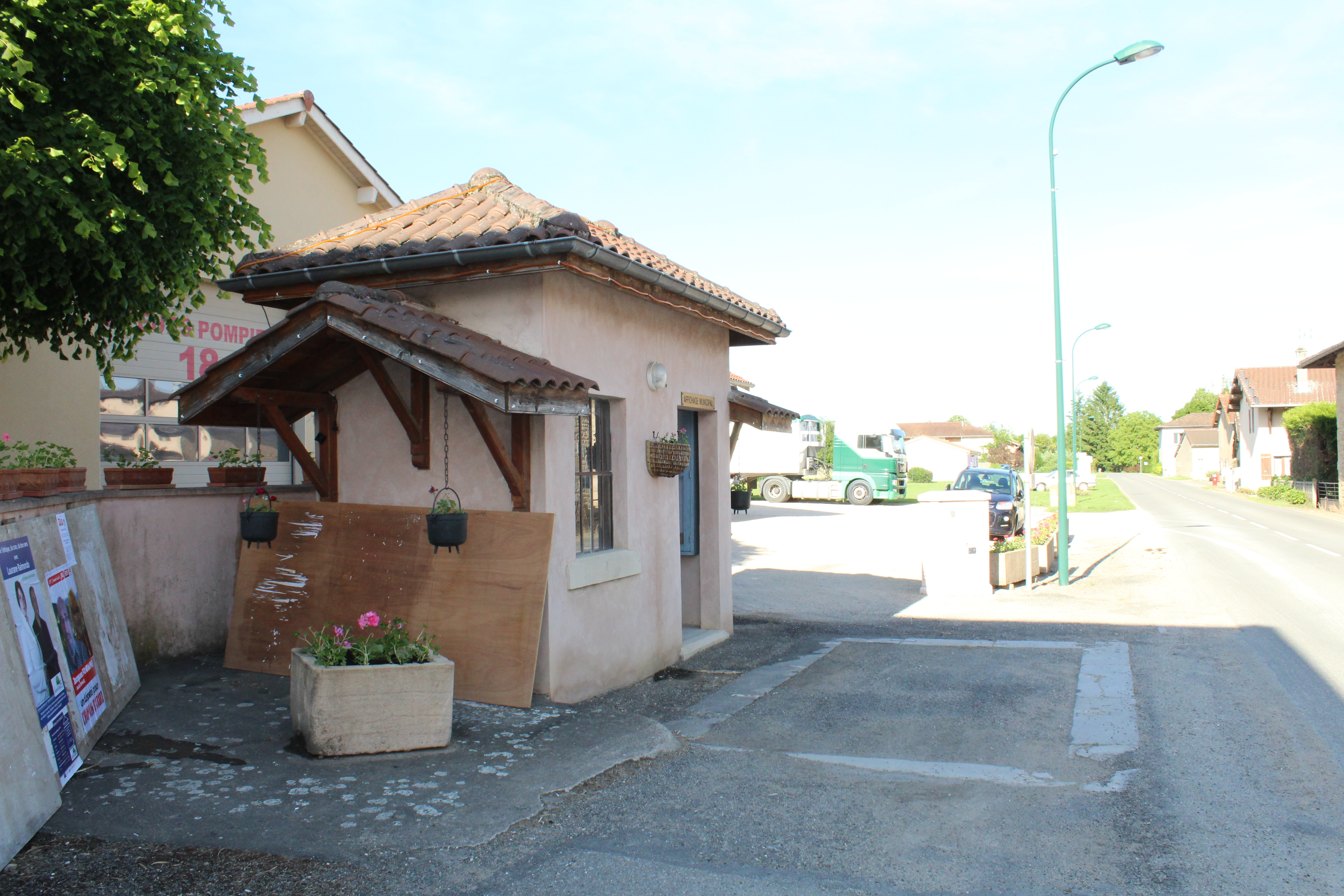
Ehemalige öffentliche Waage
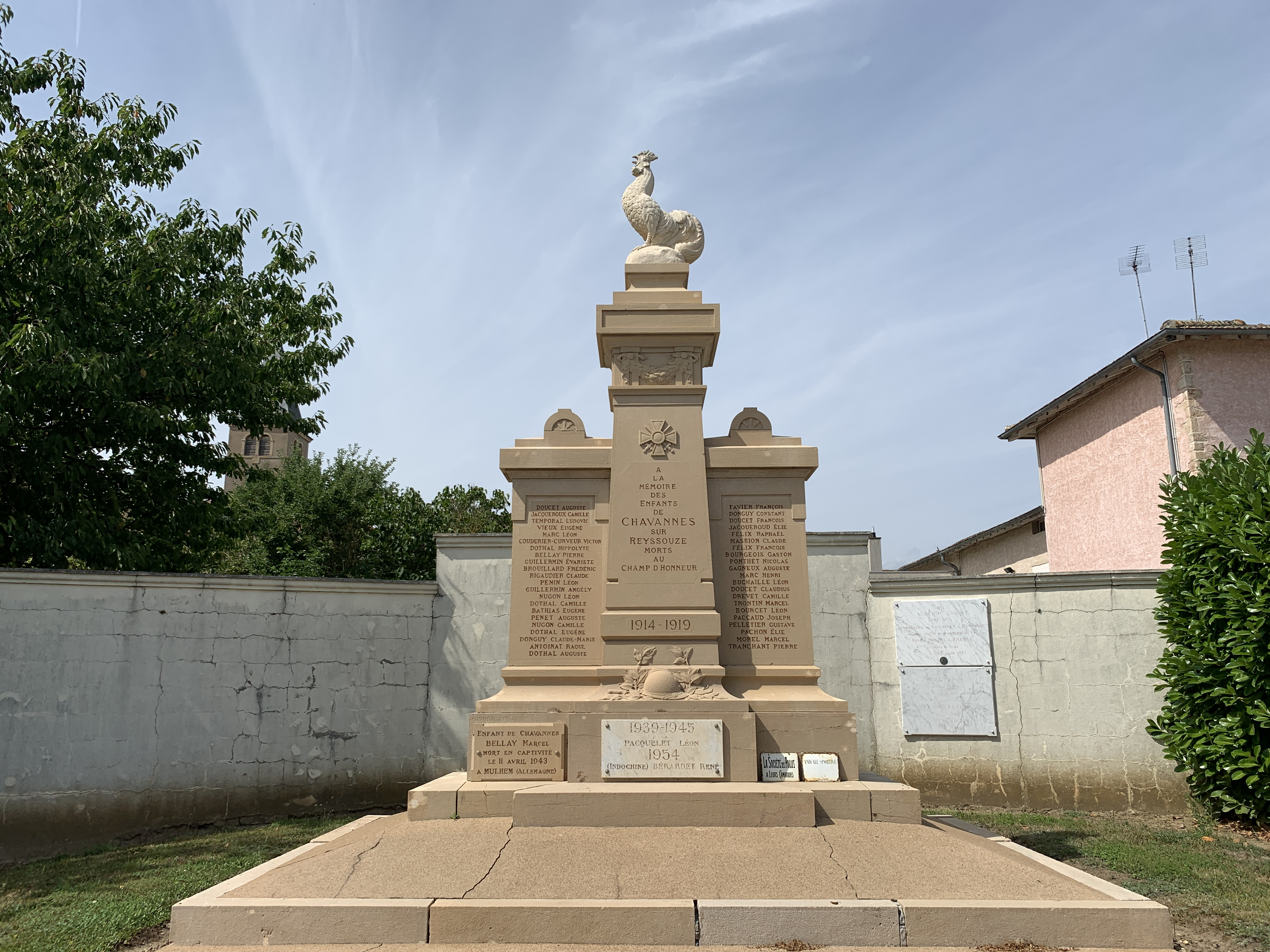
Gefallenendenkmal